# Deve starog svijeta
Deve starog svijeta (lat. Camelus) su rod iz porodice deva s dvjema vrstama, jednogrbom često zvanom i dromedar i dvogrbom devom, često baktrijska deva. Iako se u svakodnevnom govoru ime "deve" često koristi upravo za ove dvije vrste, one su zoološki dio porodice deva u koje spadaju još i deve novog svijeta koje žive u Južnoj Americi (gvanako, ljama, alpaka i vikunja). Stanovnici starog svijeta od pradavnih vremena poznavali su ove dvije vrste i dali im ime deve. Kad su kasnije otkrivene u Americi i druge životinje koje su im srodne, kako bi ih se razlikovalo, podijeljene su na deve starog i deve Novog svijeta.
Sličnost koju zbog svoje nepregledne veličine i negostoljubivosti imaju more i pustinja, kao i ljuljanje u hodu ovih deva donijela im je i naziv pustinjske lađe, jer je dugo vremena jedino uz njihovu pomoć bilo moguće putovanje pustinjama.

## Osobine

### Općenito
Od srodnica u Americi, deve starog svijeta razlikuju se već na prvi pogled svojim grbama i veličinom. Tijelo im može biti dugo od 225 do 345 cm, visina u ramenima kreće se od 180 pa do 230 cm, a mogu doseći težinu od 300 pa do 700 kilograma. Rep im je, s dužinom od 35 do 55 cm relativno kratak. Boja njihovog krzna kreće se od tamno smeđe do vrlo svijetlo smeđe i pješčano sive. Dok dromedari imaju relativno kratku dlaku, krzno bakrtijskih deva je, naročito zimi, vrlo dugo. U proljeće dolazi do nagle promjene krzna, pa u to vrijeme ove životinje izgledaju raščupano. 
Suprotno većini drugih parnoprstaša koji se oslanjaju na vrhove prstiju "obučene" u kopito, deve dodiruju tlo predzadnjim i zadnjim člancima prstiju. Nemaju kopita nego samo savijene nokte koji štite samo prednji rub stopala. Prsti se oslanjaju na elastične "jastučiće" od vezivnog tkiva koji tvore široko žuljevito stopalo. Po dva prsta (treći i četvrti) čine središnju os, dok su ostali prsti potpuno zakržljali. Pored toga, deve se kreću izmjenično podižući lijevi odnosno desni par noge istovremeno, zbog čega se u hodu izraženo ljuljaju. 
Životinje imaju dugačak vrat i izduženu, relativno malu glavu. Gornja usna im je rascijepljena, a radi zaštite od oluje oči imaju dvostruki red dugih trepavica i obrva, a nosnice su dva proreza koje u pješčanoj oluji mogu zatvoriti. Želudac im, kao kod svih deva, ima više odjeljaka što olakšava probavu biljne hrane.

### Pohranjivanje hrane i vode
Kako bi mogle prelaziti prostore bez vode i hrane, deve su bile prisiljene razviti načine za pohranjivanje rezervi vode i hrane. U grbama pohranjuju masti čije korištenje omogućuje životinjama, da izdrže do 30 dana bez hrane. Zalihu vode, koja se kreće oko 100 i 150 litara i dovoljna je da životinja izdrži 2 tjedna bez pića, spremaju u svom želučanom sustavu. Kod popunjavanja zalihe vode, deve starog svijeta pokazuju zapanjujuću sposobnost da u roku od 10 minuta mogu popiti i "spremiti" više od 100 litara. 

### Tjelesna temperatura
Kao i druge toplokrvne životinje, i deve starog svijeta sprječavaju eventualno pregrijavanje tijela u principu isparavanjem vode. Kako bi pri tome neizbježan gubitak vode smanjile na najmanju moguću mjeru, ove deve su,  kao prilagodbu na svoj okoliš, razvile dodatne osobine. Tu spada prije svega osobina, neobična za toplokrvne životinje, sposobnost da do određene mjere promjene vlastitu tjelesnu temperaturu. Deva može noću, bez da zato mora
isparavi vodu, toplinsku energiju prenijeti direktno na hladni noćni zrak i tako sniziti tjelesnu temperaturu na 34°C. Tijekom dana, temperatura im se penje na 41°C što za životinju od 500 kg čini količinu topline od oko 12.000 kJ (oko 3000 kcal). Za odvod iste količine topline isparavanjem vode, teoretski bi životinja trebala potrošiti oko 5 litara, no u stvarnosti bi bila potrošena veća količina od teoretski predviđene. Ovu naročitu sposobnost reguliranja tjelesne temperature deva koristi samo u slučaju nedovoljne raspoložive količine vode. Ako ima dovoljno vode, deva održava stalnu tjelesnu temperaturu.
I krzno pomaže devama u šparanju vode. Snažno dnevno sunčevo zračenje većim dijelom apsorbira vanjski sloj krzna i zagrijava se. Pri tome se vanjski sloj zagrije na temperaturu koja je viša od temperature okolnog zraka, pa dio toplotne energije može prijeći na okolni zrak. Ostatak toplinske energije zbog toplotne izolacije donjih dijelova krzna samo polagano može doprijeti do tijela deve. Ako sunčevo zračenje dolazi direktno na kožu životinje, mora se snažnije hladiti kako bi zadržala podnošljivu temperaturu. Zbog toga, ošišane deve troše oko 50% više vode na znojenje od neošišanih.
Deve su razvile još jedan mehanizam za minimiranje potrošnje vode. Urin deva je vrlo koncentriran, a u završnom dijelu debelog crijeva izvlači se voda iz izmeta do mjere, da se izmet navodno može odmah, bez dodatnog sušenja, koristiti kao gorivo. 
Ove neobične osobine deva navele su ljude i na pretpostavke, da one raspolažu i drugim osobinama, kao da se hlade izdahnutim zrakom ili da se eritrociti deva mogu povećati 200 puta radi spremanja vode. To nije točno. Pored toga, vjerovalo se, da se eritrociti deva, koji imaju ovalni oblik, mogu rastegnuti za oko 200 do 250°svoje veličine. Niti to nije točno. Ovakav oblik eritrocita samo omogućuje lakšu cirkulaciju krvi u specifičnim uvjetima.

## Rasprostranjenost
U svom odomaćenom obliku, ove dvije vrste životinja žive danas u velikim dijelovima Afrike i Azije. Dromedari žive u Sjevernoj Africi (do oko 1° južne širine), na Arapskom poluotoku i u Središnjoj Aziji. U 19. stoljeću ljudi su ih doveli u Australiju gdje su se dobro prilagodile i danas tamo u divljini živi populacija od najmanje 50.000 jedinki. Dvogrbe deve rasprostranjene su od Male Azije pa do Mandžurije.
Dromedari su u svom izvornom divljem obliku izumrle vjerojatno prije oko 2000 godina. Porijeklo vode vjerojatno s juga Arapskog poluotoka, no još nije razjašnjeno da li je postojao zajednički predak obje vrste odih deva. Divlje dvogrbe deve žive danas još u Kini i Mongoliji gdje u tri odvojene populacije živi ukupno još samo oko 950 jedinki.
Ukupan broj jedinki deva starog svijeta danas je oko 19 milijuna, od toga 14,5 milijuna u Africi, samo u Somaliji 7 a u Sudanu 3,3 milijuna.

## Način života
Za razliku od južnoameričkih srodnika, obje vrste deva starog svijeta nastanjuju najsuša područja Zemlje. One su umjetnici preživljavanja u pustinjama u kojim vrlo rijetki veliki veliki sisavci mogu preživjeti. Ove životinje razvile su niz prilagodbi tom neprijaznom okolišu (u dijelu osobine).
To su dnevne životinje i u divljini uglavnom žive u manjim haremskim skupinama sastavljenim od jednog mužjaka, nekoliko ženki i njihovog zajedničkog potomstva. Mlade mužjake otjeraju iz ovakvih skupina na pragu spolne zrelosti, pa oni tada stvaraju skupine samaca. Oko položaja muškog vođe haremske skupine može doći do vrlo ogorčenih borbi dvaju mužjaka.

### Hrana
Deve su biljojedi koji se hrane pretežno travama. Mogu za hranu koristiti i bodljikavo bilje, kao i bilje s visokim sadržajem soli. U situaciji krajnje nužde jedu i kosti, kože ili meso kao i šator, sandale ili ručnik svog vlasnika.

### Razmnožavanje
Nakon relativno duge gestacije od 360 pa do 440 dana ženka koti u pravilu samo jedno mladunče. Mladunci su potrkušci i u najkraćem roku mogu samostalno hodati. Sisati prestaju nakon godinu dana, a nakon dviju do triju godina su spolno zreli. Mogu doživjeti 40 do 50 godina.
Jednogrbe i dvogrbe deve se, kao i južnoameričke, mogu pariti međusobno, a potomci su im plodni. Ovakvi mladunci se nazivaju tulus ili buktus. Veći su od oba roditelja i imaju ili jednu izduženu grbu, ili jednu veću i jednu manju grbu.
Umjetnim osjemenjivanjem dokazano je, da je moguće i ukrštanje s ljamama.

## Domesticiranje
Deve imaju niz osobina što ih čini vrlo zanimljivim ljudima iz pustinjskih područja. Zbog toga nije neobično, da su ih ljudi počeli odomaćivati već u 3. tisućljeću pr. Kr. (prije više od 5.500 godina) i od tada ih koristit kao domaće životinje. U Emiratima je dokazano korištenje deva još oko 2600. pr. Kr. Korištene su kao "pustinjske lađe", na njima se jahalo i prenosile su teret u sušnim područjima. Pored toga, korištene su za dobivanje mesa, masti, mlijeka, vune i kože. Korišten je čak i njihov izmet. U sirovinama siromašnim područjima, i danas se koristi kao gorivo. Tako su, ovisno o željenoj namjeni životinje, uzgojene različite pasmine. Poznate su tri pasmine dvogrbih deva: astrahanska, burjat-mongolska i klasična dvogrba deva. Jednogrbe deve su uzgojene u bezbroj pasmina. Zbog toga, one su rasprostranjene u gotovo svim pustinjskim područjima na Zemlji, naseljene su čak i u Australiju.

## Drugi projekti
|  | Zajednički poslužitelj ima još gradiva o temi Deve starog svijeta |
|  | Wikivrste imaju podatke o taksonu Devama starog svijeta           |